# 朱當渿
樂陵端簡王朱當渿（15世紀—1520年），明朝魯藩樂陵王府鎮國將軍，追封樂陵王，樂陵宣懿王朱陽錧的嫡第三子。

## 生平
成化九年（1473年）四月，獲賜名當渿。後封鎮國將軍。
樂陵王朱陽錧曾聘請生員滕鎡教授三子朱當渮、朱當渿、朱當洅學業。滕鎡發現朱當渮、朱當洅二人的資質不及朱當渿，朱陽錧聽取滕鎡之言後屬意於朱當渿。朱當渮、朱當洅二人對此事頗為不忿，遂謀劃杖殺滕鎡。成化二十二年（1486年），事情敗露，朱當渮、朱當洅二人被削爵降為庶人。
正德九年（1514年）三月，樂陵宣懿王朱陽錧去世。正德十五年（1520年），朱當渿尚未襲爵即卒。嘉靖十五年（1536年），朱當渿之嫡長子輔國將軍朱健概襲爵。朝廷後追封朱當渿為樂陵王，賜諡端簡。

## 家庭

### 子
- 嫡長子：輔國將軍→樂陵莊康王朱健概[4]
- 庶第二子：朱健槿[6]
- 庶第三子：朱健樅[7]